# Provinces
Provinces je EP slovenske elektronske skupine Liamere, izdan v samozaložbi 3. februarja 2018. Izid EP-ja je napovedal singl "Manitoba", ki je nepričakovano izšel 25. januarja po daljšem obdobju koncertne neaktivnosti skupine.

## Seznam pesmi
Vse pesmi sta napisala Kaja Skrbinšek in Andi Koglot.
1. »Reprise« – 1:50
2. »Dakota« – 6:53
3. »Separated« – 5:14
4. »Bounds« – 4:48
5. »Shattered Glass« – 4:50
6. »Manitoba« – 6:18

## Zasedba
Liamere
- Kaja Skrbinšek - Malidah — vokal
- Andi Koglot - Ferguson — klavir, sintesajzer, kitara, programiranje

Dodatni glasbeniki
- Anej Kočevar — električni bas (2, 4, 5, 6)
- Luka Dobnikar — kontrabas (6)
- Margarita Ulokina — violina (1, 3, 4)
- Mojca Batič — violina (1, 3, 4)
- Vanja Kojič — viola (1, 3, 4)
- Tadeja Žele — violončelo (1, 3, 4)

Tehnično osebje
- Anej Kočevar — mastering
- Simon Penšek — aranžmaji za godala (1, 3, 4), snemanje godal
- Andi Koglot - Ferguson — produkcija, miks, aranžmaji